# Beneficencia en España
El dato más antiguo sobre beneficencia en España se remonta según el Dr. Rubio a 1438, en cuyo año y con motivo de una gran epidemia que afligió España, se fundó un hospital en el sitio del que fue Buen Suceso: hospital que se dedicó al socorro y cura de los contagiados. 
En 1499, se fundó el hospital de Nuestra Señora de la Concepción o de la Latina. 

## sigloXVI
Las primeras leyes de beneficencia de España se remontan, según Concepción Arenal, al año 1528 en que Carlos I ordenó las casas de San Lázaro y San Antón pero antes de ese tiempo se ocuparon ya ingenios españoles de agitar la cuestión de beneficencia domiciliaria, como lo acredita la obra de Luis Vives publicada en 1526 bajo el título de Socorro de los pobres y dedicada al Senado de la ciudad de Brujas en Flandes, entonces dominado por los españoles, en cuya obra se lee el siguiente párrafo sobre cuidados a domicilio: 

Los que padecen en su casa la pobreza son también anotados juntamente con sus hijos por dos diputados en cada parroquia, añadiendo las necesidades, el modo con que vivieron antes y por qué acasos han venido a la pobreza; por los vecinos, se podrá saber fácilmente qué género de hombres sean y de qué vida y costumbres pero en orden a un pobre no se recibe otro informe de otro pobre porque la envidia no huelga; de todas estas cosas se ha de dar cuenta individual a los jueces y gobierno y si hubiese algunos que hayan caído de repente en alguna desgracia, háganlo saber al Tribunal por medio de alguno de sus miembros y dése acerca de ello la disposición que convenga según la cualidad, estado y condición del necesitado.

En un edicto publicado por Carlos I en 1531 se prohibió pedir limosna bajo pena de prisión y azotes, exceptuando los monjes, peregrinos y frailes de las Órdenes mendicantes y los magistrados de la ciudad podían abrir, por decirlo así, suscripciones a domicilio una o dos veces por semana con el mismo objeto.
El Colegio de Niños de la doctrina o San Ildefonso, cuya fecha exacta de fundación se ignora. El documento más antiguo que se conserva en el archivo del ayuntamiento es del año 1543. Según Álvarez Baena, es el asilo más antiguo de todos los de su clase. El número de niños acogidos en él ha sido desde muy antiguo el de 40, naturales de Madrid y huérfanos, por lo menos, de padre. El colegio ha tenido siempre por objeto enseñar a leer a estos niños y darles luego un oficio. En sus primeros tiempos, su dirección estaba encargada a un caballero regidor. 
En 1546 se fundó el establecimiento de niños expósitos denominado Inclusa, cuyo nombre parece ser tomado de una imagen de la Virgen que se veneraba en la iglesia de este asilo. En 1545 el monje benedictino Juan de Medina publicó una obrita, titulada La charidad discreta practicada con los mendigos y utilidades que logra la República en su recogimiento, impresa por primera vez en Salamanca en dicho año y reimpresa en Valladolid en 1757.
El hospital de Nuestra Señora del Amor de Dios o de San Juan de Dios por otro nombre se fundó en 1552. El hospital de Misericordia, fue fundado en 1559 por Juana de Austria para socorrer a doce sacerdotes pobres. Se hallaba establecido en la casa real de Misericordia, frente a las Descalzas Reales. Hoy ya no existe. En 1565, se fundó el hospital de la sagrada Pasión o general de mujeres en una casa que compraron al efecto los fundadores Juan González de Armunia, Gonzalo Monzón, Luis Baraona y un alguacil cuyo nombre se ignora. Al principio, no tuvo este hospital más que cuarenta camas. En 1587 se incorporó al hospital general pero al poco tiempo, fue restituido a su primera casa y aumentado hasta doscientas camas, sirviéndose de iglesia la de San Millán. En 1536, se volvió a trasladar a la calle de Atocha donde continuó incorporado al de hombres. 
Cristóbal Pérez de Herrera en sus Discursos del amparo de los legítimos pobres impresos en 1598 y citados por Bonifacio Montejo, se ocupa según este último escritor, entre otras cosas del amparo de los vergonzantes, propone la institución en todo el reino y por parroquias de hermandades de la Misericordia para pobres vergonzantes como existían en Vitoria, Lisboa y Valencia y como se había comenzado a hacer con mucha caridad en Madrid en la parroquia de San Martín y empezado a imitar en las de San Ginés y San Sebastián. 
En 1587 se fundó el hospital de la Encarnación y de San Roque o general de hombres, tomando origen de la reducción de hospitales nuevos. En 1594, se creó el hospital de Nuestra Señora de la Concepción y Buena Dicha con objeto de asistir a doce enfermos vergonzantes. Este hospital tenía su edificio e iglesia en la calle de Silva. En 1597 y con motivo de una peste se fundó otro hospital llamado de San Antonio Abad en el sitio en que luego se instalaron los Escolapios de este nombre.

## sigloXVII
En 1600, se fundó el colegio de desamparados. En 1606, se fundó el hospital de San Antonio de los Portugueses por mandato del Consejo de Portugal para recoger a los pobres de este país pero a la separación de los dos reinos quedó esta casa sin destino alguno hasta 1689 en que doña María de Austria la dedicó al socorro de los peregrinos alemanes, siendo concedida en 1702 a la hermandad del Refugio. También se estableció en 1606 otro hospital para flamencos, su fundador Carlos Amberino cuyo hospital estuvo situado en la calle de San Marcos. No se sabe cómo ha desaparecido. 
En 1615, se estableció la Real hermandad de Nuestra Señora del Refugio y Piedad, con objeto de socorrer necesidades de todo género y muy especialmente, de albergar forasteros pobres. En el mismo año se estableció el hospital de San Luis de los Franceses. Su fundador fue Enrique de Sanrens. En 1616, se fundó el hospital de Montserrat para pobres de la corona de Aragón. En 1624 se comenzó a formar el Real hospicio general de pobres del Ave María. 
El 4 de abril de 1625 se remitió al Ayuntamiento de Madrid a nombre de la Junta llamada de población, oficio en que se le notificaba la real resolución de formar en toda España empezando por la corte, los Montes de Piedad para prestar dinero sobre prendas. Pero hasta el año 1702 no se erigió el actual Monte de Piedad de Madrid. Su fundador, el sacerdote Francisco Piquer Rodilla, comenzó esta obra con dos reales depositados en el cepillo que se instituyó para ese propósito. 
En 1629, Teobaldo Estapleton, irlandés, fundó el colegio real de San Patricio de los irlandeses para recoger a los pobres católicos de Irlanda. En 1630, se estableció el colegio de Nuestra Señora de la Presentación de las niñas, vulgarmente llamado de Leganés. Fue fundado por Andrés Espinola para niñas y huérfanas. 
En 1649, Antonio Contreras fundó el entonces nuevo hospital de convalecientes. En 1651, se fundó por la hermandad del Refugio, el colegio de niñas de la Purísima Concepción, vulgo San Antonio, con objeto de educar a las niñas faltas de amparo. El hospital de la Orden Tercera de San Francisco se fundó en 1678. Su construcción terminó en 1693 y es uno de los establecimientos que mejor han respondido siempre a su objeto. El hospital de San Fermín o de los Navarros se fundó en el Prado en 1684. 
En 1693, fundó la duquesa de la Feria el colegio de Nuestra Señora de la Paz y que desde entonces, estuvo situado al final de la calle de Embajadores. El objeto de este colegio fue la educación y el amparo de las niñas recogidas en la inclusa. 
En 1696 y bajo el título de Monte de Piedad y pobres vergonzantes enfermos de la parroquia de San Ginés, se fundó una congregación que suministraba medio, cirujano, botica y una limosna mensual a los pobres de la parroquia y tenía como una de sus bases el error de mantener 15.000 reales de vellón de fondo permanente que solo debía usarse por extraordinario cuidando de su más rápido reintegro. Se exceptuaban de la asistencia las enfermedades crónicas y contagiosas, como son héticos, gálicos, reumatismos, gota, hidropesía y tísicos y menos a todo aquel que se verifique tener dos hermandades de socorro, según expresan las ordenanzas de esta congregación. 

## sigloXVIII
En 1710, fundó Felipe V el colegio real de Nuestra Señora del Patrocinio y el Amparo que ya no existe. Este colegio cuyo nombre vulgar fue el de Monterey, tenía por objeto la educación y socorro de niñas huérfanas. A finales del siglo XVIII se conservaba todavía. El hospital de San Pedro para sacerdotes pobres se erigió en el año 1732 en la calle de la Torrecilla del Leal. 
La hospitalidad domiciliaria de Madrid estuvo mucho tiempo reducida a las parroquias de San Martín y San Ginés hasta que en 1754, mandó el rey que se hiciera extensiva a las demás. En 1765, se erigió en la calle de la Redondilla un edificio destinado a hospital de cómicos pobres fundado por la congregación de Nuestra Señora de la Novena.

## sigloXIX
El 6 de enero de 1803 fundó la condesa viuda de Llerena el Hospital de mujeres incurables de Jesús Nazareno, situándose desde entonces en una casa particular alquilada al efecto en la calle del Conde-Duque y luego, en diversas ubicaciones. Este asilo se cerró en 1812 volviéndose a abrir con seis camas en marzo de 1815.
El 26 de diciembre de 1803, expidió el gobernador del Consejo una orden a los intendentes de algunas de las provincias de las dos Castillas para el establecimiento de Juntas de Socorro y Beneficencia con ocasión de una epidemia de tercianas que afligió a la población en aquellas provincias. En 1804, se abrió el colegio de sordomudos el cual fue unido a partir de 1842, al colegio de ciegos. 
El 28 de abril de 1812 dio José Bonaparte un decreto nombrando a varios individuos eclesiásticos y seglares para las diputaciones de Caridad de los barrios de Madrid. Consta en varios papeles del archivo de la villa de Madrid que en 1813 todavía se daba albergue y ración en el colegio de los Desamparados a mujeres impedidas y vergonzantes. El 31 de octubre de 1814.
El 18 de julio de 1818, se constituyó en Valladolid por iniciativa privada y a título particular (voluntad que persiste a día de hoy) como asilo de caridad. Ha cambiado de sede en varias ocasiones, permaneciendo abierta la Residencia de personas mayores desde entonces.
El 27 de diciembre de 1821 se aprobó en Cortes la primera ley de beneficencia de la época moderna, en cuyo inmenso trabajo tomaron parte los médicos Luzuriaga y Hernández Morejón. En esta ley tuvieron origen y fundamento las Juntas municipales de Beneficencia en sustitución de las Diputaciones de Caridad. La hospitalidad domiciliaria era el objeto predilecto de esta ley que ordenaba que fuese establecida en todos los pueblos del país. En lo relativo a hospitales, mandaba que los hubiera en todas las capitales de provincia y en todos los pueblos en que el gobierno juzgara conveniente.
En 1834, se creó el asilo de mendicidad llamado de San Bernardino, ex-convento donde se estableció.